# Gaule lyonnaise
Ier siècle av. J.-C. – Ve siècle
Entités précédentes :
- Gaule celtique

Entités suivantes :
- Empire des Gaules (260)
- Royaume de Soissons
- Royaume burgonde
- Petite Bretagne

La Gaule lyonnaise (Gallia Lugdunensis en latin), ou Lyonnaise, est une des trois provinces (avec la Gaule aquitaine et la Gaule belgique) créées par Auguste au début de son principat à partir des conquêtes effectuées par Jules César en Gaule entre 58 et 51/50 av. J.-C. Le sud de la Gaule et la vallée du Rhône, jusqu'à Vienne, sont alors déjà romains, depuis leur conquête effectuée antérieurement entre 125 et 121 av. J.-C. Cette dernière région constitue une province distincte, de rang sénatorial, la Narbonnaise, tandis que Gaules lyonnaise, aquitaine et belgique sont des provinces impériales. Ces trois dernières provinces issues du découpage augustéen se trouvaient cependant réunies, à travers les notables gaulois à la tête des cités, dans le cadre d'une assemblée commune, à vocation politique et religieuse, liée au culte impérial, le Sanctuaire fédéral des Trois Gaules, et dont le siège se situait face à la colonie romaine de Lugdunum (Lyon), à la confluence entre Saône et Rhône, lieu nommé condate ou ad confluentes. Cette province a compté au moins vingt-trois peuples dont les Ségusiens ou Ségusiaves et les Éduens.

## Histoire

### La Gaule chevelue de la conquête de César à l'organisation d’Auguste
Lorsque s’achève la guerre des Gaules, l'accord fragile entre César et Pompée vole en éclats et les guerres civiles commencent, d'abord entre ces deux adversaires. Après l’assassinat de César en 44 av. J.-C., un conflit éclate entre Marc Antoine et Octave.
Si ces guerres n’ont pas eu pour théâtre la Gaule, celle-ci sera cependant aussi l’objet de rivalités entre Marc Antoine, qui obtient dans un premier temps le gouvernement de cette nouvelle province, avant qu’Octavien, dans le cadre d’un accord de paix précaire avec Marc Antoine n’en prenne à son tour le contrôle.
Ce n’est qu’au terme de ces guerres civiles et après l’affermissement du nouveau régime qu’Octave, qui est proclamé Auguste en 27 av. J.-C., est en mesure d’organiser les territoires conquis par César. La date de la réorganisation territoriale est encore discutée, soit entre 27 et 25 av. J.-C., soit entre 16 et 13 av. J.-C., lors de deux séjours différents d'Auguste en Gaule. Le territoire conquis par César est divisé en trois provinces impériales : la Gaule lyonnaise, la Gaule belgique et la Gaule aquitaine. Dans ce nouveau cadre, deux des grands peuples de Gaule, voisins pourtant, se retrouvent séparés : les Éduens en Lyonnaise, les Arvernes en Aquitaine. Mais cette œuvre d’organisation n’est pas que territoriale[pas clair].
On peut aussi signaler :
- la mise en place par Agrippa d’un réseau de voies romaines ayant Lyon pour centre ;
- la création d’un atelier monétaire impérial à Lyon en 15 av. J.-C. ;
- la fondation en 12 av. J.-C. du sanctuaire fédéral des Trois Gaules, aussi à Lyon, destiné à maintenir un cadre unifié, sur le plan religieux, à l’échelle des trois nouvelles provinces de Gaule ;
- la création vers 15 av. J.-C., d’une zone douanière regroupant les Trois Gaules et la Narbonnaise[6].

## Liste (partielle) des gouverneurs de la Gaule lyonnaise
- Caius Calpurnius Acilius Aviola (21)[7]
- Caius Iulius Vindex (68)
- Iunius Blaesus (69)
- Titus Tettienus Severus (78-79)
- Gaius Cornelius Gallicanus (79-83)
- Lucius Minicius Rufus (83-87)[8]
- (anonyme) (entre 102 et 106)
- Tiberius Claudius Quartinus (vers 123-vers 130)
- Titus Vitrasius Pollio (136-138)
- Titus Flavius Longinus Quintus Marcius Turbo (vers 146-149)
- (Caius Ulpius ?)Pacatus (entre 138 et 161)
- (...) Pi(...)atus (entre 138 et 161)
- Caius Popilius Carus Pedo (161-162)
- Lucius Aemilius Frontinus (entre 162 et 168)
- (...) Egri(lius Plarianus Larcius Lep)idus (Flavius ...?) (entre 160 et 169 ou 177 et 180)
- Lucius Septimius Severus (187-188)[9]
- Titus Flavius Secundus Philippianus (vers 195-198)
- Tiberius Claudius Paulinus (vers 218)
- Marcus Aedinius Iulianus (220-222)
- Badius Comianus (après 223)
- Apius Alexander (entre 240 et 245)

## Partition
En 297, sous Dioclétien, la Lyonnaise fut divisée en deux provinces :
- la Lyonnaise première, capitale Lugdunum (Lyon) ;
- la Lyonnaise seconde ou Lyonnaise armoricaine, capitale Rotomagus (Rouen).

Enfin, Constantin (306-337) subdivise encore ces deux provinces :
- la Lyonnaise première est divisée en :
  - Lyonnaise première (vallées de la Saône et de l’Allier), capitale Lugdunum,
  - Lyonnaise quatrième ou Sénonaise (Orléanais, sud de l'Ile de France, Sénonais), capitale Agendicum (Sens),
- la Lyonnaise seconde en :
  - Lyonnaise seconde (Normandie actuelle), capitale Rotomagus,
  - Lyonnaise troisième (Bretagne continentale, Maine, Anjou et Touraine), capitale Caesarodunum (Tours).

Ces quatre provinces sont toutes rattachées au diocèse des Gaules et à la préfecture du prétoire des Gaules.

### Invasion
Les Bretons installés en Lyonnaise IIIe se révoltent contre le pouvoir impérial vers les années 450, la Lyonnaise Ire est occupée par les Burgondes vers 460, la présence romaine demeure en Lyonnaise IIe et IVe jusqu’en 486 avec Ægidius et Syagrius.

## Géographie

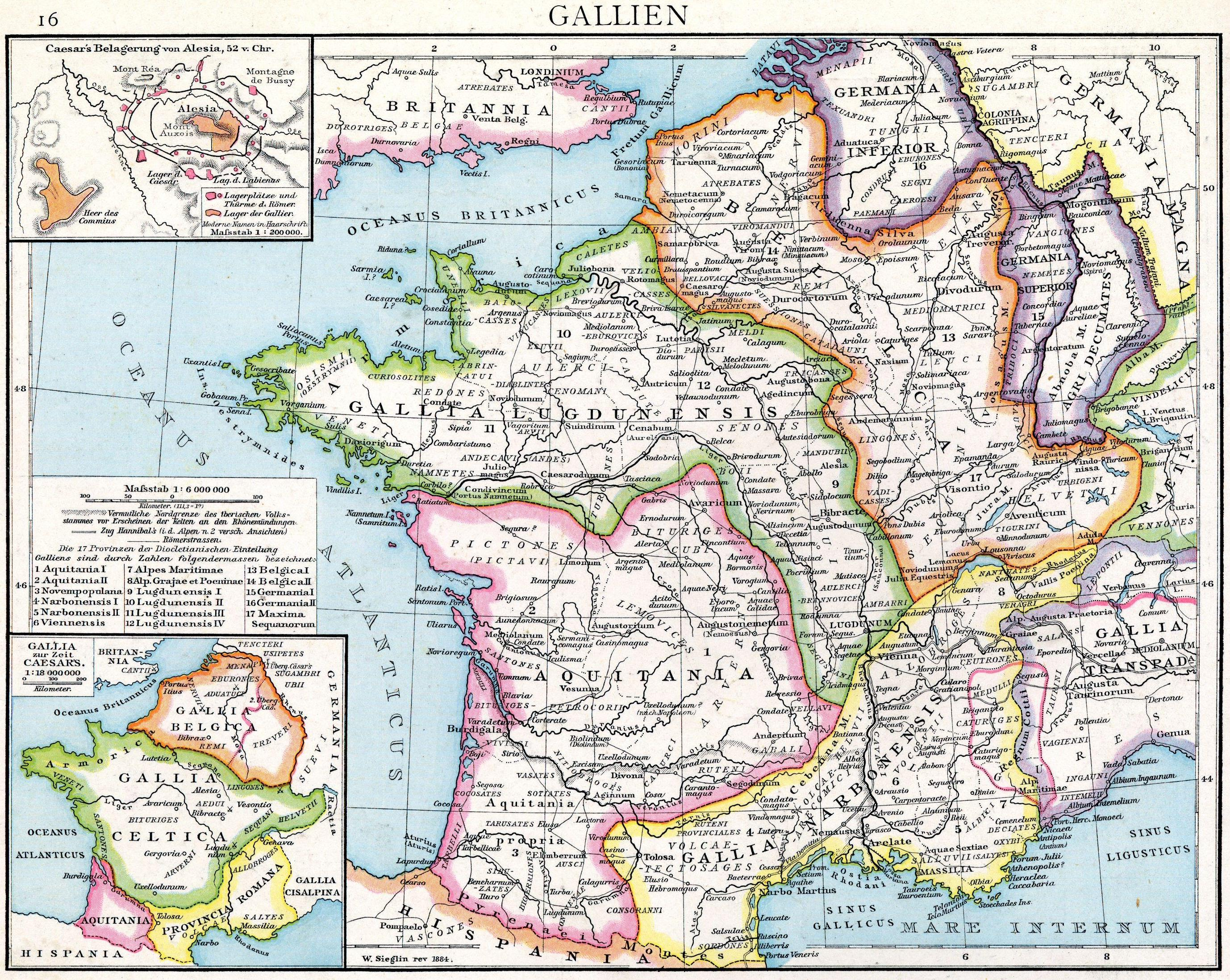
Carte de la Gaule romaine sous Dioclétien (Droysens Allgemeiner historischer Handatlas, 1886) :
Gaule narbonnaise
Gaule lyonnaise
Gaule aquitaine
Gaule belgique

L’appréhension des frontières géographiques de la Gaule lyonnaise entre les réformes d’Auguste et les remaniements de Domitien pose de nombreux problèmes à la recherche historique. Les sources textuelles permettant de travailler sur cette question sont peu nombreuses et concernent essentiellement Pline l'Ancien et Strabon. Une autre difficulté vient du fait que la représentation de l’espace géographique dans l’Antiquité est différente de la nôtre et très déformée. Ainsi, Strabon décrit la chaîne des Pyrénées comme orientée du Nord au Sud, la Garonne, la Loire, la Seine et le Rhin lui étant tous parallèles. Les passages concernant le découpage provincial sont les suivants :

Strabon, Géographie, IV, 1, 1. 

« Mais Auguste vint qui divisa la Gaule en quatre parties : il fit de l'ancienne Celtique la province Narbonitide ou Narbonnaise, maintint l'Aquitaine telle qu'elle était du temps de César, si ce n'est qu'il y annexa quatorze des peuples compris entre le Garounas et le Liger, puis, ayant distribué le reste de la Gaule en deux provinces, il rattacha l'une à Lugdunum, en lui donnant pour limite le cours supérieur du Rhin, et assigna l'autre aux Belges. »

Plus loin en IV, 3, 1 : 

« A la province d'Aquitaine et à la Narbonnaise succède une autre région, qui, partant du Liger et du haut Rhône, autrement dit de la portion du Rhône comprise entre sa source et la ville de Lugdunum, s'étend jusqu'au Rhin et borde ce fleuve dans tout son cours. La partie haute de cette région, j'entends celle qui avoisine les sources des deux fleuves, les sources du Rhin et celles du Rhône, s'étendant ensuite à peu près jusqu'au milieu de la plaine, relève de Lugdunum ; quant au reste du pays, lequel se prolonge jusqu'à l'Océan, on en a fait une autre province attribuée politiquement aux Belges. »

Pline l'Ancien, Histoire Naturelle, IV, 31. 

« Toute la Gaule désignée sous le nom général de Chevelue est divisée entre trois peuples séparés surtout par des fleuves : la Belgique, de l'Escaut à la Seine; de la Seine à la Garonne, la Celtique ou Lyonnaise; de la Garonne à la chaîne des Pyrénées, l'Aquitaine, appelée auparavant Arémorique. »

Christian Goudineau, afin de mieux comprendre cette organisation territoriale, a dans un premier temps tenté de représenter graphiquement par une carte cette vision déformée de l'espace chez Strabon, puis y a intégré les divisions territoriales straboniennes et pliniennes. Le constat est celui d'un découpage rationnel répartissant l'espace géographique tel que connu alors selon des formes géométriques, « rectangles et carrés », de dimensions similaires.
Un second constat est celui d'un découpage territorial assez différent de celui connu au Haut-Empire pour les provinces de Lyonnaise et de Belgique. En effet, tandis que, dans la période postérieure à Auguste, Lyonnaise et Belgique se partagent la région comprise entre la Loire, la Narbonnaise et le Rhin selon un axe nord-ouest / sud-est, chacune des deux provinces disposant d'une fenêtre maritime, le découpage augustéen rapporté par Strabon montre une répartition du territoire selon un axe est-ouest. La Gaule belgique d'Auguste contrôle toute la façade maritime depuis l'estuaire de la Loire jusqu'aux bouches du Rhin ; la Lyonnaise contrôle elle un territoire uniquement continental. Cette première frontière augustéenne entre Lyonnaise et Belgique est difficilement restituable de manière précise sur une carte contemporaine, seule semble être acquise une section de cette frontière à mi-chemin du cours du Rhin et que conservera plus tard la frontière séparant Germanie Inférieure et Germanie Supérieure, créées par Domitien.

## Administration
La Gaule lyonnaise était une province impériale administrée par un légat d'Auguste propréteur de rang prétorien installé à Lugdunum (Lyon). Elle eut notamment pour gouverneur Septime Sévère, le futur empereur d’origine nord-africaine. Le rôle privilégié de Lugdunum fut renforcé par la présence d’un atelier monétaire impérial puis du Sanctuaire fédéral des Trois Gaules, dédié au culte de Rome et Auguste.
En 68, ce fut la première à se soulever contre Néron de toutes les provinces, bien que les habitants de Lugdunum ne suivissent guère le mouvement. Le Gaulois Caius Julius Vindex était le gouverneur et proclama Galba empereur avant d’être vaincu.

## Division en cités au Haut-Empire
À partir du règne (81-96) de Domitien, soit avec la création des provinces de Germanie supérieure et de Germanie inférieure, constituées sur une partie des territoires de Gaule lyonnaise et de Gaule belgique, le territoire de la Gaule lyonnaise se compose des cités gallo-romaines suivantes :
- Abrincates, capitale Legedia / Avrincae / Abrincae (Avranches) (Confédération armoricaine)
- Ambarres, des deux côtés de la Saône (Ambérieu)
- Andécaves, capitale de cité Juliomagus (Angers)
- Aulerques Cénomans, capitale de cité Vindunum (Le Mans)
- Aulerques Diablintes, capitale de cité Noviodunum (Jublains)
- Aulerques Éburovices, capitale de cité Mediolanum (Évreux)
- Bajocasses, capitale de cité Augustodurum (Bayeux) (Confédération armoricaine)
- Calètes, capitale de cité Juliobona (Caletum) (Lillebonne) (voir Gaule belgique)
- Carnutes, capitale de cité Autricum (Chartres)
- Coriosolites, capitale de cité Fanum Martis (Corseul) (Confédération armoricaine)
- Eduens, capitale de cité Augustodunum (Autun)
- Lexoviens, capitale de cité Noviomagus Lexoviorum (Lisieux) (Confédération armoricaine)
- Meldes, capitale de cité Iantinum (Meaux)
- Namnètes, capitale de cité Condevincum (Nantes)
- Osismes, capitale de cité Vorgium (Carhaix-Plouguer)
- Parisii, capitale de cité Lutetia (Paris)
- Riedones, capitale de cité Condate Riedonum (Rennes)
- Ségusiaves, capitale de cité Forum Segusiavorum (Feurs) (intégrés à Lugdunum ?)
- Sénons, capitale de cité Agedincum (Sens)
- Tricasses, capitale de cité Augustobona (Troyes)
- Turones, capitale de cité Caesarodunum (Tours) (civitas Turonorum libera)
- Unelles, capitale de cité Cosedia (Coutances) et Crociatonum (non localisé)
- Véliocasses, capitale de cité Rotomagus (Rouen)
- Vénètes, capitale de cité Darioritum (Vannes)
- Viducasses, capitale de cité Aregenua (Vieux) (Confédération armoricaine)

## Organisation au Bas-Empire
Selon la Notitia (vers 400), avec quelques modifications :
- Lugdunensis Prima
  - Metropolis civitas Lugdunensium, Lugdunum (Lyon)
  - Civitas Aeduorum (Éduens), Augustodunum (Autun)
  - Civitas Lingonum, Andematunnum (Langres)
  - Castrum Cabillonense, Cabillonum (Chalon-sur-Saône)
  - Castrum Matisconense, Matisco (Mâcon) (ajout tardif)

- Lugdunensis Secunda
  - Metropolis civitas Rotomagensium (Véliocasses), Rotomagus (Rouen)
  - Civitas Baiocassium (Bajocasses), Augustodurum (Bayeux)
  - Civitas Abrincatum, Ingena (Avranches)
  - Civitas Ebroicorum (Aulerques Éburovices), Mediolanum Aulercorum (Évreux)
  - Civitas Saiorum, (Sées)
  - Civitas Lexoviorum (Lexoviens), Noviomagus (Lisieux)
  - Civitas Constantia (Unelles), Cosedia (Coutances)

- Lugdunensis Tertia
  - Metropolis civitas Turinorum, Caesarodunum (Tours)
  - Civitas Cenomannorum (Aulerques Cénomans), Vindunum (Le Mans)
  - Civitas Redonum (Riedones), Condate Riedonum (Rennes)
  - Civitas Andecavorum (Andécaves), Iuliomagus (Angers)
  - Civitas Namnetum (Namnètes), Condevincum (Nantes)
  - Civitas Coriosolitum, Fanum Martis (Corseul)
  - Civitas Venetum (Vénètes), Darioritum (Vannes)
  - Civitas Osismorum (Osismes), Vorgium (Carhaix)
  - Civitas Diablintum (Andécaves), Noviodunum (Jublains)

- Lugdunensis Quarta ou Lugdunensis Senonia
  - Metropolis civitas Senonum (Sénons), Agedincum (Sens)
  - Civitas Carnotum (Carnutes), Autricum (Chartres)
  - Civitas Autisiodorum, (Auxerre)
  - Civitas Tricassium (Tricasses), Augustobona (Troyes)
  - Civitas Aurelianorum, Cenabum (Orléans)
  - Civitas Parisiorum (Parisii), Lutetia (Paris)
  - Civitas Melduorum (Meldes), Iatinum (Meaux)

## Économie
La Gaule lyonnaise est l’une des provinces les plus peuplées de l’Empire, et des plus riches. Elle fournit à partir de l’an 48 un nombre important et grandissant de sénateurs, notamment Éduens. Elle fournit aussi des légionnaires et des auxiliaires aux légions du Rhin, et les villes d’Augustodunum et Lugdunum sont d’importants centres dans l’Occident bien que la population de ces villes n’ait sûrement jamais excédé 35 000 habitants pour Augustodunum, 70 000 pour Lugdunum. D’autre part, la campagne est bien exploitée avec une densité importante de villas et de vici (bourgades rurales).
Villes principales : Lugdunum, Augustodunum (Autun, reste d’un temple gallo-romain et de porte d’entrée de la ville), Lutetia (Paris, vestiges des thermes et d’un amphithéâtre), Juliomagus (Angers), Condate Riedonum (Rennes), Rotomagus (Rouen), Caesarodunum (Tours), Augustodurum (Bayeux), Forum Segusiavorum (Feurs), etc.

#### Sources antiques
- Strabon, Géographie, livre IV. Lire en ligne